# Jeff Hendrick
Jeffrey Patrick „Jeff“ Hendrick (* 31. Januar 1992 in Dublin) ist ein irischer Fußballspieler, der seit August 2020 beim englischen Erstligisten Newcastle United unter Vertrag steht. Aktuell spielt er auf Leihbasis für Sheffield Wednesday.

## Karriere

### Vereinslaufbahn
Der aus der eigenen Jugendakademie stammende Jeff Hendrick debütierte am 23. April 2011 für Derby County bei einer 2:4-Heimniederlage gegen den FC Burnley. In der Football League Championship 2011/12 avancierte der 19-jährige Mittelfeldspieler (42 Spiele/3 Tore) unter Trainer Nigel Clough zum Stammspieler und beendete die Saison mit seiner Mannschaft als Tabellenzwölfter. Seinen ersten Treffer hatte Hendrick am 17. September 2011 beim 2:1-Auswärtssieg im East-Midlands-Duell bei Nottingham Forest erzielt.
Im August 2016 schloss sich Hendrick dem FC Burnley an, der kurz zuvor in die Premier League aufgestiegen war. Er gehörte zu dem Team, das in der Saison 2017/18 den siebten Platz erreichte und sich damit für die Europa League qualifizierte. Nach insgesamt zehn Toren in 139 Pflichtspielen verließ er Burnley nach vier Jahren und heuerte ablösefrei im August 2020 beim Erstligakonkurrenten Newcastle United auf Basis eines Vierjahresvertrags an. In der Winterpause 2022 wurde er bis Saisonende an die Queens Park Rangers ausgeliehen. Mitte Juli 2022 folgte eine weitere Leihe zum Zweitligisten FC Reading. Im Sommer 2023 die Leihe zu Sheffield Wednesday.

### Irische Nationalmannschaft
Mit der irischen U-19-Nationalmannschaft nahm Hendrick an der U-19-Fußball-Europameisterschaft 2011 in Rumänien teil. Als Gruppenzweiter zog Irland ins Halbfinale ein, scheiterte dort jedoch deutlich mit 0:5 am späteren Europameister Spanien. Am 9. August 2011 debütierte er in der irischen U-21-Nationalmannschaft.
Sein erstes Spiel in der A-Mannschaft bestritt er beim 2:0-Erfolg über Polen am 6. Februar 2013.
Bei der Fußball-Europameisterschaft 2016 in Frankreich wurde er in das Aufgebot Irlands aufgenommen. Er bestritt alle vier Spiele im Turnier über die vollen 90 Minuten. Im Achtelfinale scheiterte das Team am Gastgeber.